# 도요노우시노히

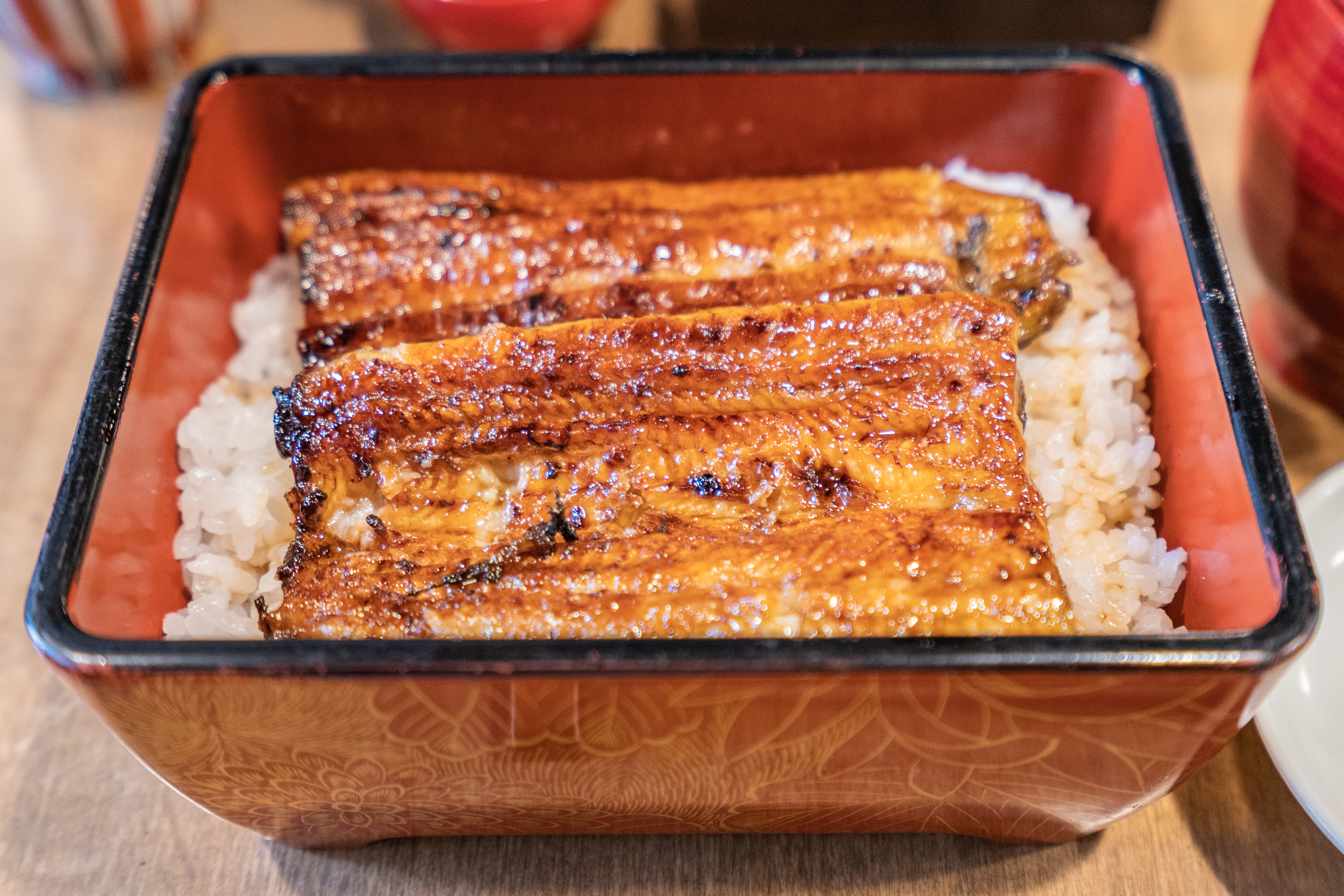

도요노우시노히(土用の丑の日)는 일본 전통력에서 황소 자리와 관련된 날이다. 일본에서 가장 유명한 도요노우시노히(12일 간격으로 1~2일)는 연중 가장 더운 시기(7월 말~8월 초)로 습도가 높은 것이 특징이다. 이 날의 주 요리는 달콤한 데리야키 소스를 곁들인 장어를 굽거나 튀긴 가바야키이다. 이 고지방 음식은 더운 계절에 체력을 유지하는 데 도움이 된다고 한다.

## 전통의 유래
장어 요리와 여름 더위의 연관성에 대한 최초의 언급은 일본 시집(8세기)의 만엽집에 있다. 오토모노 야카모치의 시에는 여름 더위로 인해 살이 빠지지 않기 위해 장어를 익히면 건강에 좋다고 설명되어 있다.
| 연도   | 첫째 날  | 둘째 날  |
| ------ | -------- | -------- |
| 2004년 | 7월 21일 | 8월 2일  |
| 2005년 | 7월 28일 | 7월 28일 |
| 2006년 | 7월 23일 | 8월 4일  |
| 2007년 | 7월 30일 | 7월 30일 |
| 2008년 | 7월 24일 | 8월 5일  |
| 2009년 | 7월 19일 | 7월 31일 |
| 2010년 | 7월 26일 | 7월 26일 |
| 2011년 | 7월 21일 | 8월 2일  |
| 2012년 | 7월 27일 | 7월 27일 |
| 2013년 | 7월 22일 | 8월 3일  |
| 2014년 | 7월 29일 | 7월 29일 |
| 2015년 | 7월 24일 | 8월 5일  |
| 2016년 | 7월 30일 | 7월 30일 |
| 2017년 | 7월 25일 | 8월 6일  |
| 2018년 | 7월 20일 | 8월 1일  |
| 2019년 | 7월 27일 | 7월 27일 |
| 2020년 | 7월 21일 | 8월 2일  |